# 永楽大典

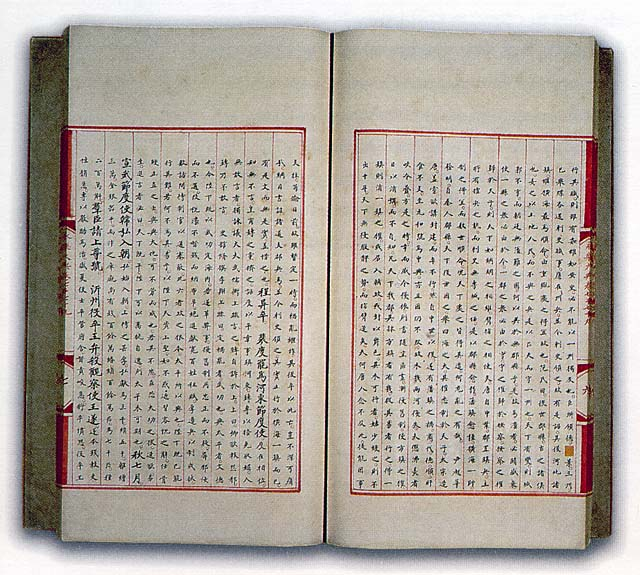
永楽大典

『永楽大典』（えいらくたいてん）は、中国明代に編纂された中国最大級の類書。22,877巻・目録60巻・11,095冊からなる。1408年（永楽6年）に成立した。

## 沿革
当初1404年に成立し、『文献大成』という書名を永楽帝より賜った。しかし不備が見つかり編纂し直した後、巻頭に永楽帝御製の序を冠して、改めて『永楽大典』の書名を賜った。
1562年（嘉靖41年）に副本がつくられ、隆慶年間（1567年 - 1572年）の初めに完成した。副本は北京の皇城内に置かれた。
後世、しばしば火災や盗難に遭った。原本は明末の動乱で焼失したとも言われるが、正確なことはわからない。副本のみが清朝に継承された。1772年（乾隆38年）に翰林院に収蔵され、乾隆帝の命による「四庫全書」の編纂に活用されたが、当時すでに2,422巻が失われたり残本になったりしていた。その後、アロー号事件、義和団の乱、および盗難などにより大部分は亡佚してしまった。アロー号事件では英仏軍が北京に侵入したとき、永楽大典を雨でぬかるんだ路上に敷き詰めたといわれる。また、文廷式は100冊以上を盗んで自宅に蔵していたという。
現在まで伝えられているものは、北京の中国国家図書館に162冊、台湾の国立故宮博物院に62冊、アメリカ議会図書館に41冊、日本の東洋文庫に34冊など、各地に分散して残る。世界各地に散在する零本を集めると、400冊前後にはなると言われ、それを集成した影印版も中華書局より出版されているが、それでも永楽大典の全体から見れば、数パーセント程度の分量でしかない。日本にも、静嘉堂文庫や天理大学附属天理図書館などに零本が所蔵されている。

## 内容
経・史・子・集の四部から、天文・地誌・陰陽・医卜・僧道・技芸に及ぶ、あらゆる図書を原本によって蒐集している。それらを『洪武正韻』という韻書の韻の順序により分類排列することによって、検索の便をはかっている。ただし、短期間で完成させたゆえの粗雑さも間々見受けられる。
中には後世になって散佚してしまった文献も含まれている。現行の『旧五代史』『宋会要輯稿』『経世大典站赤門』等は、清代になり本書中より蒐集して再生されたものである。同様の書籍が、経部66種・史部41種・子部103種・集部175種で、合計4,926巻に及んだという。